# Чезаре Бово
Чезаре Бово (італ. Cesare Bovo, нар. 14 січня 1983, Рим) — італійський футболіст, захисник клубу «Торіно». Молодіжний чемпіон Європи та бронзовий призер Олімпійських ігор. Кавалер ордена «За заслуги перед Італійською Республікою».

## Клубна кар'єра
Народився 14 січня 1983 року в місті Рим. Вихованець футбольної школи клубу «Рома», але закріпитись в команді не зумів і провівши лише 1 матч за клуб у Кубку Італії і на правах спільного володіння перейшов у «Лечче». 5 жовтня 2003 року він дебютував у складі клубу в серії А у матчі з Брешією" (1:4). 2 травня 2004 року він забив гол за клуб, який приніс Лечче перемогу над «Інтером» 2:1 і «порятунок» від вильоту в Серію Б.

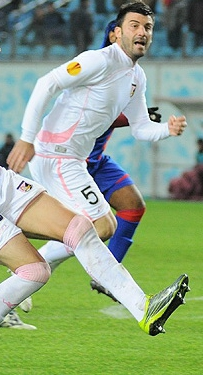
Чезаре Бово під час виступів за «Палермо». 3 грудня 2010 року.

У червні 2004 року захисник повернувся в «Рому» і вже 31 липня був переданий в оренду на сезон в «Парму», будучи частиною угоди по переходу Маттео Феррарі у зворотному напрямку. У «Пармі» Бово провів хороший сезон, в результаті чого частина трансферу гравця була викуплена «Палермо» за 1,5 мільйони євро. Влітку 2005 року Бово все ж повернувся в «Рому», однак не часто виходив на поле через серйозну конкуренцію з боку Куффура, Ківу і Мексеса.
Влітку 2006 року, завдяки наполегливості президента «Палермо», Мауріціо Дзампаріні, клуб викупив і другу частину прав на футболіста за 2,1 млн. євро. Однак закріпитися в складі клубу Бово не зміг і в останній день зимового трансферного вікна перейшов на правах оренди в «Торіно». В липні 2007 року Бово перейшов в «Дженоа», яка заплатила за 50 % прав на футболіста 3,3 млн євро. У «Дженоа» Бово користувався великою прихільністю тренера Джанп'єро Гасперіні, який одразу довірив йому місце в основі команди.
19 червня 2008 року Бово повернувся в «Палермо», яке викупило половину прав за 4,5 млн євро плюс захисника Джузеппе Б'яву. Він дебютував у складі команди в матчі Кубка Італії з «Равенною». Свій перший м'яч за клуб Бово забив у матчі третього туру серії А з його колишньою командою, «Дженоа». Всього за перший сезон він провів 28 матчів і став віце-капітаном клубу, разом з Фабріціо Мікколі.
23 серпня 2011 року на правах оренди повернувся до «Дженоа», яке в січні наступного року за 1,3 млн євро викупило контракт гравця. Цього разу провів у складі генуезців два сезони.
Влітку 2013 року разом з одноклубником Чіро Іммобіле перейшов до «Торіно», де мав замінити Анджело Огбонну, який покинув клуб.. Відтоді встиг відіграти за туринську команду 40 матчів в національному чемпіонаті.

## Виступи за збірні
2000 року дебютував у складі юнацької збірної Італії, взяв участь у 19 іграх на юнацькому рівні, відзначившись 2 забитими голами.
Протягом 2001—2006 років залучався до складу молодіжної збірної Італії, був капітаном. У 2004 році виграв з командою молодіжний чемпіонат Європи, де він забив другий гол у фінальній грі проти Сербії і Чорногорії. У тому ж році він грав на Олімпіаді, де італійці виграли бронзові медалі. На цьому турнірі Бово забив гол у 1/4 фіналу у ворота Малі, який вивів команду в півфінал.
Через два роки брав участь і у Молодіжному чемпіонаті Європи 2006, проте тут команда не змогла навіть подолати груповий етап. Всього на молодіжному рівні зіграв у 35 офіційних матчах, забив 6 голів.
28 серпня 2010 року викликався головним тренером національної збірної Італії Чезаре Пранделлі, на матчі кваліфікації до Євро-2012 проти Естонії і Фарерських островів, однак на поле так і не вийшов.

## Статистика виступів

### Статистика клубних виступів
| Сезон               | Команда             | Чемпіонат           | Чемпіонат | Чемпіонат | Національний кубок | Національний кубок | Національний кубок | Континентальні кубки | Континентальні кубки | Континентальні кубки | Інші змагання | Інші змагання | Інші змагання | Усього | Усього |
| Сезон               | Команда             | Ліга                | Ігор      | Голів     | Ліга               | Ігор               | Голів              | Ліга                 | Ігор                 | Голів                | Ліга          | Ігор          | Голів         | Ігор   | Голів  |
| ------------------- | ------------------- | ------------------- | --------- | --------- | ------------------ | ------------------ | ------------------ | -------------------- | -------------------- | -------------------- | ------------- | ------------- | ------------- | ------ | ------ |
| 2001–02             | «Рома»              | A                   | 0         | 0         | КІ                 | 1                  | 0                  | ЛЧ                   | 0                    | 0                    | -             | -             | -             | 1      | 0      |
| 2002–03             | «Лечче»             | B                   | 11        | 0         | КІ                 | 2                  | 0                  | -                    | -                    | -                    | -             | -             | -             | 13     | 0      |
| 2003–04             | «Лечче»             | A                   | 19        | 2         | КІ                 | 0                  | 0                  | -                    | -                    | -                    | -             | -             | -             | 19     | 2      |
| Усього за «Лечче»   | Усього за «Лечче»   | Усього за «Лечче»   | 30        | 2         |                    | 2                  | 0                  |                      | -                    | -                    |               | -             | -             | 32     | 2      |
| 2004–05             | «Парма»             | A                   | 31+2      | 2+0       | КІ                 | 1                  | 0                  | КУЄФА                | 8                    | 0                    | -             | -             | -             | 42     | 2      |
| 2005–06             | «Рома»              | A                   | 22        | 0         | КІ                 | 7                  | 0                  | КУЄФА                | 7                    | 1                    | -             | -             | -             | 36     | 1      |
| Усього за «Рому»    | Усього за «Рому»    | Усього за «Рому»    | 22        | 0         |                    | 8                  | 0                  |                      | 7                    | 1                    |               | -             | -             | 37     | 1      |
| 2006–07             | «Палермо»           | A                   | 1         | 0         | КІ                 | 1                  | 0                  | КУЄФА                | 0                    | 0                    | -             | -             | -             | 2      | 0      |
| 2006–07             | «Торіно»            | A                   | 7         | 1         | КІ                 | 0                  | 0                  | -                    | -                    | -                    | -             | -             | -             | 7      | 1      |
| 2007–08             | «Дженоа»            | A                   | 27        | 0         | КІ                 | 0                  | 0                  | -                    | -                    | -                    | -             | -             | -             | 27     | 0      |
| 2008–09             | «Палермо»           | A                   | 29        | 1         | КІ                 | 1                  | 0                  | -                    | -                    | -                    | -             | -             | -             | 30     | 1      |
| 2009–10             | «Палермо»           | A                   | 28        | 2         | КІ                 | 3                  | 0                  | -                    | -                    | -                    | -             | -             | -             | 31     | 2      |
| 2010–11             | «Палермо»           | A                   | 32        | 4         | КІ                 | 4                  | 1                  | ЛЄ                   | 7                    | 0                    | -             | -             | -             | 43     | 5      |
| 2011–12             | «Палермо»           | -                   | -         | -         | -                  | -                  | -                  | ЛЄ                   | 2                    | 0                    | -             | -             | -             | 2      | 0      |
| Усього за «Палермо» | Усього за «Палермо» | Усього за «Палермо» | 90        | 7         |                    | 9                  | 1                  |                      | 9                    | 0                    |               | -             | -             | 108    | 8      |
| 2011–12             | «Дженоа»            | A                   | 8         | 0         | КІ                 | 0                  | 0                  | -                    | -                    | -                    | -             | -             | -             | 8      | 0      |
| 2012–13             | «Дженоа»            | A                   | 13        | 0         | КІ                 | 0                  | 0                  | -                    | -                    | -                    | -             | -             | -             | 13     | 0      |
| Усього за «Дженоа»  | Усього за «Дженоа»  | Усього за «Дженоа»  | 48        | 0         |                    | 0                  | 0                  |                      | -                    | -                    |               | -             | -             | 48     | 0      |
| 2013–14             | «Торіно»            | A                   | 20        | 0         | КІ                 | 0                  | 0                  | -                    | -                    | -                    | -             | -             | -             | 20     | 0      |
| 2014–15             | «Торіно»            | A                   | 15        | 0         | КІ                 | 0                  | 0                  | ЛЄ                   | 6                    | 0                    | -             | -             | -             | 21     | 0      |
| 2015–16             | «Торіно»            | A                   | 5         | 0         | КІ                 | 1                  | 0                  | -                    | -                    | -                    | -             | -             | -             | 6      | 0      |
| Усього за «Торіно»  | Усього за «Торіно»  | Усього за «Торіно»  | 47        | 1         |                    | 1                  | 0                  |                      | 6                    | 0                    |               | -             | -             | 54     | 1      |
| Усього за кар'єру   | Усього за кар'єру   | Усього за кар'єру   | 268+2     | 12+0      |                    | 21                 | 1                  |                      | 30                   | 1                    |               | -             | -             | 321    | 14     |

## Досягнення
- Молодіжний чемпіон Європи:

Італія U-21: 2004
- Бронзовий олімпійський призер: 2004
- Кавалер ордена «За заслуги перед Італійською Республікою»: 27 вересня 2004